# Veleštír modrý
Veleštír modrý (Heterometrus cyaneus) je velký asijský štír. Vyskytuje se v Indonésii a Malajsii. Stejně jako všichni velcí štíři rodu není ani tento agresivní. Bodnutí je srovnatelné s druhy Pandinus imperator a Pandinus cavimanus a je tedy neškodné, avšak je bolestivé.

## Popis
Veleštír modrý má černé až modré zbarvení, které mu vysloužilo jeho český název. Dorůstá délky 12 až 15 cm.

## Chov
Patří k nejčastěji chovaným druhům svého rodu v Evropě. Terárium je třeba pralesního typu a větších rozměrů.